# 鳳翔 (砲艦)
鳳翔(ほうしょう、旧仮名でほうしゃう)は日本海軍の砲艦。
長州藩がイギリスに発注したが、日本に回航後に明治政府に献納された。
小型艦ながら初期の日本海軍の貴重な戦力となった。
艦名は「鳳が翅を伸ばして上空を飛び舞う」意味。

## 艦型
3檣バーク型の木造砲艦。
機関は2気筒横置直動機関1基で
110IHP、
速力は7.5ノットから6ノットの記録がある。

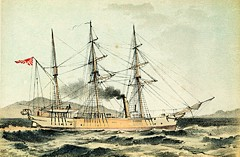

Conway's All The World's Fighting Ships, 1860-1905.(以下Conway(1860-1905)と略記)では240IHP,11ノットとしている。
また燃料は石炭810英トンとしているが、
排水量(300トン前後)に比べて明らかに大きすぎる。
要目は主に公文書(『記録材料・海軍省報告書第一』、『公文類纂』)や『帝国海軍機関史』などによったが、
船体主要寸法には以下のように様々な値がある。
- 『日本近世造船史 明治時代』:幅24 ft (7.32 m)、吃水8 ft (2.44 m)。長さは316になっているが排水量の値の誤植で排水量の値は121になっている。これを長さとすると121 ft (36.88 m)[7][23]
- 『日本海軍史』第7巻:長さ36.96m、幅7.37m、吃水2.44m[24]
- 『日本海軍特務艦船史』:垂線間長36.70m、最大幅7.37m、吃水2.44m[14]
- 『日本補助艦艇物語』:垂線間長120 ft 5 in (36.70 m)、最大幅21 ft 2 in (6.45 m)、吃水8 ft 0 in (2.44 m)[25]
- Conway(1860-1905):垂線間長144 ft (43.89 m)、幅22 ft (6.71 m)、吃水6 ft 9 in (2.06 m)[4]

### 兵装
明治4年の献納時には、前部マストと中部マストの間に100ポンド自在砲1門、中部マストと後部マストの間に40ポンド後装自在砲1門、艦首付近に20ポンド後装砲を両舷に各1門の計4門を装備した。
砲弾は100ポンド砲が107発、40ポンド砲が70発、20ポンド砲が207発を搭載した。
また1889年(明治22年)時には100斤瓦砲1門、20斤瓦砲2門、12斤那砲2門の計5門を装備した。
『世界の艦船』では「新造時は下記(注:明治27年は40ポンド砲1門、20ポンド砲2門)の砲装に加えて前装式の100ポンド瓦砲1基を搭載し、18年(1885年)頃に撤去したようである」とされる。
また「兵装についてはさまざまな記録がある」とされる。
その他の文献での兵装は以下の通り。
- 『近世帝国海軍史要』:10インチ砲 1門[13]
- 『日本海軍史』第7巻:砲5門[24]
- 『聯合艦隊軍艦銘銘伝』:小砲1門[26]
- 『日本補助艦艇物語』:竣工時に40ポンド砲1門、20ポンド砲2門、12cm砲2門[25]
- Conway(1860-1905):7インチ砲1門、5.5インチ砲1門[4]

## 艦歴

### 長州藩時
本艦は前述の通り長州藩が対幕府戦に備えて
イギリス人カラバに依頼して、
イギリス・アバディーンで建造された。
1867年3月にグラバーと仮契約が結ばれ、アレキサンダー・ホール社に発注されている。契約価格は9238ポンドであった。
1868年進水、1869年竣工。
『聯合艦隊軍艦銘銘伝』によると明治元年(1868年)竣工、もしくはその時既に竣工済みであったとの説もある、とのこと
(たとえば『記録材料・海軍省報告書第一』によると1861年建造)。
『日本近世造船史 明治時代』では起工慶応2年(1866年)、竣工明治3年(1870年)としている
明治2年1月(1869年2月頃)に三田尻で受取
鳳翔丸と命名、
戊辰戦争の支援のため品川沖に回航されたが戦闘には参加しなかった。
同年7月13日(新暦8月10日)、遠州沖で暴風に遭い、マスト3本を切断して清水港に吹き寄せられた。
明治3年3月(1870年4月)に長崎で修理を行った。
明治4年2月29日(1871年4月18日)に山口藩から雲揚丸と鳳翔丸の献納の申し出があり、
鳳翔丸は5月29日(新暦7月16日)品海に到着、
6月8日(新暦7月25日)に兵部省が受領、
艦名は鳳翔(艦)となった。
『日本海軍史 第7巻』によると明治3年6月(1870年7月前後)に山口藩(長州藩)が購入し鳳翔丸と改名、明治4年5月18日(1871年7月4日)に新政府に献納された。
『海軍省報告書』では5月18日(1871年7月5日)に鳳翔、雲揚共に山口藩から献納された、としている。

### 明治4年
11月15日(1871年12月26日)に鳳翔は六等艦に定められた。

### 明治5年
明治5年4月12日(1872年5月18日)、鳳翔は東、日進と共に中艦隊に編入された。
5月18日(1872年6月23日)時点で中艦隊は日進、孟春、龍驤、第一丁卯、第二丁卯、雲揚、春日、筑波、鳳翔の9隻で編制していた。
5月23日(1872年6月28日)、鳳翔、雲揚、孟春は品川を出港、
7月11日(1872年8月14日)品川に帰着した。
(なお明治天皇を乗せた龍驤は翌7月12日に横浜港に帰港した。)

### 1873年
1873年(明治6年)
2月13日、各港に常備艦を配置することになり、春日と鳳翔は兵庫港に配置されることになった。
6月30日時点で中艦隊は雲揚、日進、春日、龍驤、東、鳳翔、筑波の7隻で編制していた。

### 1874年
1874年(明治7年)の佐賀の乱、征台の役に参加した。
ただし『恩給叙勲年加算調査』には記録されていない。
2月28日佐賀の乱の鎮圧のために鳳翔へ回航命令が出され、3月1日横浜港を出港したが、5日に兵庫港到着した時に乱は鎮圧され、7日に兵庫を出港、13日品川に帰着した

#### 北海道回航
4月25日鳳翔は北海道回航を指示された。
海底電線を引くために青森港近海の測量を行うためで、
5月20日午前10時に大坂丸と共に品川港を出港する予定とした。
6月30日時点の中艦隊は雲揚、日進、春日、龍驤、東、鳳翔、第二丁卯で編制されていた。
鳳翔は7月20日函館を出港、千島を巡回し8月18日根室港に帰着した。
ここで鳳翔に函館でのプロイセン王国領事殺害の報告が入り、鳳翔は根室を21日出港し函館へ回航した。
鳳翔は襟裳岬沖で暴風に遭い、マスト2本が折れるなどの被害が出、函館には26日頃到着した。
9月8日に鳳翔、大坂丸、千代田形に帰京の命令が出され、
鳳翔は11日に室蘭に回航、その後に鍬ヶ崎(宮古港)、山田港に寄港し、
9月21日午後7時32分に品海に帰着した。

### 1875年-1876年
1875年(明治8年)
3月5日、「清輝」の進水式に明治天皇が臨席、
この時「鳳翔」「筑波」などが横須賀港内に停泊していた。
6月30日時点で中艦隊は雲揚、日進、春日、龍驤、東、鳳翔、第一丁卯で編制されていた。
1875年(明治8年)10月28日、中艦隊は解隊、鳳翔も中艦隊から除かれた。
各艦船は東西両部指揮官に属することになった。
日本周辺を東部と西部に分け、東部指揮官は中牟田倉之助少将、西部指揮官は伊東祐麿少将が任命され、
龍驤、東、鳳翔、雲揚、富士山、摂津、高雄丸、大坂丸は東部指揮官所轄となった。
朝鮮派遣
江華島事件の後、在留邦人保護の為に朝鮮へ2度派遣された。
1875年(明治8年)
11月29日鳳翔に居留民保護のために釜山回航が命令され、11月30日横浜港を出港、孟春と交代の形になった。
以後朝鮮での警備を行い、翌1875年(明治9年)1月23日下関に帰港した。
1月27日下関を出港して再び朝鮮へ向かい、3月28日長崎港に帰着した。
鳳翔は6月6日に横浜港に帰港した。
萩の乱
熊本と山口での暴動のため、10月31日に鳳翔は横浜港を出港した。
12月9日、鳳翔は横浜港に帰港した。

### 1877年
1877年(明治10年)
1月24日、行幸出発に際し、東、鳳翔、孟春、千代田形の4隻で小艦隊を編成して金田湾まで見送り、帰途は蒸気機関運転での艦隊運動訓練を行った。

#### 西南戦争
2月8日、西南方面が不穏のため、鳳翔と孟春の2隻に回航命令が出され、翌9日に2隻は横浜港を出港、神戸港に向かった。
2月21日神戸を出港、鹿児島へ向かった。
西南戦争では日奈久攻略に参加した。
10月10日品海(または同日正午、横浜港)に帰港した。
11月15日から横浜港に碇泊した。

### 1878年
修理
1878年(明治11年)
1月6日横須賀に回航、約3カ月間修理を行った。
4月9日横浜に回航した。
訓練
5月25日品海に回航、以後帆走訓練を行い、6月13日横浜に帰港した。
6月20日横浜を出港、帆走訓練を行い、清水港、下田港に寄港し、6月27日横浜に帰港した。
7月7日横浜を出港、途中清水、的矢に寄港し7月9日神戸港に入港した。
9月23日神戸を出港、的矢に寄港し9月27日横浜港に帰港した。
10月5日品海に回航、10月29日横浜に帰港。
11月5日品海に回航、12月9日横浜に帰港した。

### 1879年
1879年(明治12年)
3月15日横浜から横須賀港に回航。
3月29日横浜港に戻った。
朝鮮回航
3月31日横浜港を出港、
紀州和田浦、神戸港、室津、下関に寄港し、4月13日釜山浦に到着した。
4月29日釜山発、30日所安島着。
5月日所安島発、翌4日バジル湾着。
5月9日バジル湾発、翌10日豊島着。
5月12日古温浦に回航した。
6月4日豊島に回航。
6月6日月尾島に回航した。
9月7日月尾島発、9月10日五島列島玉之浦に帰国した。
9月15日長崎港に回航した。
9月27日長崎発、室住、神戸港、九鬼浦、妻良子浦、下田港に寄港し、10月15日横浜港に帰港した。
10月25日品川湾に回航した。

### 1880年
1880年(明治13年)
1月4日横浜港に回航。
4月2日横須賀港に回航。
5月8日から6月15日(ママ)まで横須賀造船所で修理を行った。
6月12日横浜港に回航。
6月21日横浜港を出港、23日兵庫港に到着。
6月29日兵庫発、翌30日に御手洗に到着した。
7月1日上関へ回航、7月21日厳島へ回航、7月25日上関に戻った。
9月8日上関から下関へ回航、9月14日下関を出港したが風の関係で降松で避泊、翌15日上関へ戻った。
9月25日上関をから小泊へ回航した。
10月17日三カ浜に回航、10月28日小泊に回航、11月5日興居島に回航、11月9日同島を出港し、翌10日兵庫港に入港した。
11月18日兵庫を出港、天候不良のため一時尾鷲に避泊、11月22日横浜港に帰港した。
11月24日品川に回航した。

### 1881年 - 1882年
1881年(明治14年)
2月9日品川から横浜に回航した。
6月12日横須賀に回航、翌13日出港し隅田川競漕の舟を曳航、品川に到着した。
8月16日に浅間付属練習艦に指定され、
以降は練習艦任務に就いた。
修理
12月21日から横須賀造船所で修理を行った。

### 1883年
1883年(明治16年)
7月18日横須賀港を出港し、21日兵庫港に到着した。
7月23日兵庫春、門司浦を経由し、26日長崎港に入港した。
7月29日長崎発、30日鹿児島に到着した。
8月11日鹿児島発、兵庫を経由し17日横浜港に帰港した。

### 1886年
1886年(明治19年)3月13日航海練習艦に指定された。

### 1889年
1889年(明治22年)5月16日、鳳翔は航海練習艦に指定された。

### 1890年
1890年(明治23年)8月23日、鳳翔は第一種に定められた。

### 1891年
1891年(明治24年)8月23日、練習艦鳳翔は海軍兵学校附属に定められた

### 日清戦争
日清戦争では呉軍港の警備に就いた。
『日本特務艦船史』によるとこの時は佐世保鎮守府長官の指揮下、長崎港に回航し湾口の警備に就いている。
1894年(明治27年)4月4日、鳳翔は練習艦の役務を解かれ、
7月25日警備艦に指定された。
1895年(明治28年)2月28日、警備艦の役務を解かれ、
3月24日再び練習艦に指定された

### 1898年
1898年(明治31年)3月21日に類別等級が制定され、鳳翔は二等砲艦に類別された。

### 除籍
翌1899年(明治32年)3月13日に除籍、
18日に雑役船に変更され、
海軍兵学校付属とされた
1906年(明治39年)3月20日売却の上申、船体は修理によりまだ使用可能だったが、艤装品や附属品の腐食が進み、修理の価値なしと見られた。
4月19日売却認許、
翌1907年(明治40年)4月9日に売却報告が出された。
金額は10,005円だった。

## 艦長
※『日本海軍史』第9巻・第10巻の「将官履歴」及び『官報』に基づく。
- 福島敬典 大尉：明治4年6月(1871年7月から8月)[81] - 明治5年4月(1872年5月頃)
- 澤野種鉄 少佐:明治5年4月7日(1872年5月13日)[37] - 1873年3月3日[82]
- 山崎景則 少佐：1873年3月3日[82] - 1880年6月14日
- 松岡方祇 少佐：1886年3月15日 - 1886年4月12日
- (心得)田尻唯一 大尉：1886年4月12日 - 1886年6月23日[83]
- 田尻唯一 少佐：1886年6月23日[83] -
- 田口義尚 少佐：1889年5月15日 -
- 坂田昌熾 少佐：1890年12月1日 - 1891年7月23日
- 内田正敏 少佐：1891年7月23日 - 10月12日
- (兼)内田正敏 少佐：1891年10月12日 - 12月14日
- (兼)矢部興功 少佐：1891年12月14日 - 1893年10月12日
- (兼)早崎源吾 少佐：1893年10月12日 - 1893年12月20日
- 早崎源吾 少佐：1893年12月20日 - 1894年4月14日
- 藤田幸右衛門 少佐：1894年6月27日 - 1894年7月2日
- 酒井忠利 少佐：1895年10月28日 - 1896年4月1日
- 安住保弘 大尉：1896年4月1日 - 12月4日
- 真崎宏治 大尉：1896年12月4日 -
- (兼)松村直臣 大尉：1897年6月1日 - 12月27日
- (兼・心得)河野左金太 大尉：1898年4月1日 - 6月28日
- (兼)河野左金太 少佐：1898年6月28日 - 1899年3月13日